# Făcăi (Ocnele Mari), Vâlcea
Făcăi este o localitate componentă a orașului Ocnele Mari din județul Vâlcea, Oltenia, România.

 Acest articol despre o localitate din județul Vâlcea este deocamdată un ciot. Puteți ajuta Wikipedia prin completarea lui.